# Cocktail de Brompton
Le cocktail de Brompton, parfois appelé mélange Brompton ou cocktail Brompton, est un élixir destiné à être utilisé comme antalgique à titre prophylactique. Il était fabriqué à partir de morphine ou d'héroïne, de cocaïne, d'alcool éthylique très pur (certaines recettes précisent le gin) et parfois de chlorpromazine (Thorazine) pour contrer les nausées. Il était administré aux personnes en fin de vie (en particulier les patients cancéreux) pour soulager leur douleur et favoriser leur sociabilité à l'approche de la mort. Le cocktail de Brompton est surtout donné au début du XXe siècle. Il est désormais considéré comme obsolète.

## Histoire
L'idée originale d'un mélange oral de morphine et de cocaïne aidant les patients à l'agonie est attribuée au chirurgien Herbert Snow en 1896. Le cocktail Brompton porte le nom du Royal Brompton Hospital de Londres, en Angleterre, où la formulation de ce mélange est normalisée à la fin des années 1920 pour les patients atteints de cancer,. Bien que son utilisation soit rare au XXIe siècle, elle n'est pas totalement inconnue aujourd'hui. Il est beaucoup plus courant à la fin du XIXe et au début du XXe siècle et est désormais considéré comme obsolète.

## Variantes
Une formulation courante comprenait "une quantité variable de morphine, 10 mg de cocaïne, 2,5 ml d'alcool éthylique à 98 %, 5 ml de sirop BP et une quantité variable d'eau chloroformée". 
Certaines spécifications pour les variantes du cocktail Brompton demandent de la méthadone, de l'hydromorphone, de l'héroïne ou d'autres opioïdes puissants à la place de la morphine ; diphenhydramine ou teinture de cannabis à la place de la chlorpromazine ; et méthamphétamine, l'amphétamine, la dextroamphétamine, la co-phénylcaïne (lidocaïne et chlorhydrate de phényléphrine), le méthylphénidate ou d'autres stimulants à la place de la cocaïne. 
La recette originale du cocktail Brompton demande également du chloroforme, du sirop de cerise pour aider à masquer le goût amer de certains des composants et de l'eau distillée en certaine quantité pour diluer le chloroforme (d'où l'eau chloroformée) ou pour ajouter du volume pour permettre un titrage des doses.

## Synergie entre les composants
Bien que chacun des ingrédients permettent de combattre la douleur ou d'autres problèmes qui surviennent chez ceux qui peuvent avoir des nausées à cause des effets de la chimiothérapie, de la radiothérapie ou de doses élevées et croissantes de morphine, il est également reconnu de manière anecdotique que le tout est supérieur à la somme de ses parties, les divers ingrédients actifs potentialisant tous la morphine ou un autre opioïde à leur manière. 
La synergie entre les analgésiques opioïdes et les stimulants à action centrale est couramment utilisés : par exemple, la teneur en caféine de nombreux analgésiques à base de codéine et la prescription de dextroamphétamine ou de méthylphénidate aux patients prenant de fortes doses d'opioïdes à la fois pour combattre la somnolence due aux analgésiques et pour renforcer leur capacité à éliminer la douleur.